# Joy Williams (scrittrice statunitense)
Joy Williams (Chelmsford, 11 febbraio 1944) è una scrittrice statunitense.

## Biografia
Joy Williams nasce l'11 febbraio 1944 a Chelmsford, nel Massachusetts, dal ministro William Lloyd e da Elisabeth Williams.
Dopo un B.A. ottenuto al Marietta College nel 1963 e un M.F.A. all'Università dell'Iowa due anni dopo, insegna scrittura creativa presso numerosi atenei quali l'Università di Houston, della Florida, dell'Arizona e del Wyoming.
Esordisce nel 1973 con State of Grace e da allora pubblica 4 romanzi, 5 raccolte di racconti, un saggio sulla natura e una guida sulla Florida oltre ad essere presente in numerose antologie.
Membra dell'American Academy of Arts and Letters dal 2008, tra i riconoscimenti ottenuti si segnala il Rea Award for the Short Story conseguito nel 1999.

## Opere principali

### Romanzi
- State of Grace (1973)
- L'altro bambino (The Changeling, 1978), Firenze, Black Coffee, 2019 traduzione di Sara Reggiani ISBN 978-88-94833-26-3.
- Breaking and Entering (1988)
- I vivi e i morti (The Quick and the Dead, 2000), Roma, Nutrimenti, 2010 traduzione di Marco Bertoli ISBN 978-88-95842-56-1.
- Harrow (2021)

### Racconti
- Taking Care (1982)
- Escapes (1990)
- Honored Guest (2004)
- 99 Stories of God (2013)
- L'ospite d'onore: racconti scelti (The Visiting Privilege: New and Collected Stories, 2015), Firenze, Black Coffee, 2017 traduzione di Sara Reggiani e Leonardo Taiuti ISBN 978-88-94833-04-1.

### Saggi
- Ill Nature: Rants and Reflections on Humanity and Other Animals (2001)
- The Florida Keys: A History & Guide (2003)

## Premi e riconoscimenti

### Vincitrice
Rea Award for the Short Story
- 1999 alla carriera

Kirkus Prize
- 2021 con Harrow[6]

Premio PEN/Malamud
- 2015 alla carriera[7]

Premio della Biblioteca del Congresso per la narrativa americana
- 2021 alla carriera[8]

### Finalista
National Book Award per la narrativa
- 1974 con State of Grace

Premio Pulitzer per la narrativa
- 2001 con I vivi e i morti

National Book Critics Circle Award per la critica
- 2002 con Ill Nature